# Дагестански народи
Дагестански народи су егзоетноним народа Републике Дагестан, који су историјска живјели на територији савременог Дагестана и дјелимично у сјеверном подручју Азербејџана и источне Грузије. Говоре језике дагестанске групе нахско-дагестанке породице кавкаске језичке заједнице.

## Назив
До двадесетих година 20. вијека сви планински народи Дагестана називали су се Лезгини. Међутим, након двадесетих година, уведен је нови термин — Дагестанци, који је такође обухватао туркијске Кумике, Азере, Ногајце, али и Русе, Тате, Горске Јевреје и друге народе Дагестана који не говоре нахско-дадагестанске језике.
Упркос томе, међу народима који говоре лезгински они се и даље називају Лезгинима, што је и њихов лични назив. Авари користе магIарулал — „планински људи” за свој општи лични назив, андо-цезки народи такође имају своје називе, настала од имена села. Даргинци, Кубачинци и Кајтагци користе уобичајени лични назив — дарганти или дубурланти, што у преводу значи „планински људи”. Упркос различитим називима и језичким особеностима, сви дагестански народи нахско-дагестанске породице имају заједничко поријекло.
Савремени назив Дагестанци није сопствени назив самих Дагестанаца. Они сами себе именују по селима одакле потичу и немају јединствено име.
Егзоетноним Дагестанци и облици његове употребе:
- Дагестанци (у ужем смислу) — народи сјеверокавкаске надпородице нахско-дагестанске породице дагестанске групе, који имају заједничко поријекло са савременим Лезгинима, односно са народима аваро-андо-цезске, даргинске, лакске и народно лезгинске језичке породице. У прошлости су други народи били познати као „Лезгини” и имали самосвјест једног народа.[8]
- Дагестанци (у широком смислу) — сви народи који насељавају Дагестан, укључујући туркијске Кумике, Азере, Ногајце, као и Тате и Русе.